# マグナカルタ2
『マグナカルタ2』は、バンダイナムコゲームスから発売されたロールプレイングゲーム。主題歌はGLAYの「Synchronicity」。

## 概要
『マグナカルタ』の続編。前作とストーリーに繋がりは無い模様である。前作と同様に、バンプレストと韓国のゲームメーカー・SOFTMAXが共同制作を行っている。前作『マグナカルタ』を足がかりにワールドワイド展開することを前提に制作していくとの事。

## 登場キャラクター
ルゼフィルダ・ダレナ・ベルリネット
声：平野綾
ジュト
声：福山潤
本作の主人公。
ルウ
声：川澄綾子
アルゴー・キンドゥー
声：置鮎龍太郎
クロセル・リードン
声：杉山紀彰
セレスティン・ロア
声：釘宮理恵
メリッサ・ティス
声：本田貴子
アレックス・ライモン・ルドー
声：成田剣
ラウド・テスラ・マハン
声：立木文彦
シュエンザイト・バーレン
声：中田譲治
クレア・セティラン
声：根谷美智子
ヒュアレン・ジャース
声：秋元羊介
エルガー
声：福山潤
イグトン・ピン
声：山口勝平
ニックス・マダラン
声：私市淳
ケイティン
声：田中敦子

## 追加コンテンツ
日本国内では、9つの追加コンテンツがあり、各320MSPで配信されている。